# Fernando Rueda Rieu
Fernando Rueda Rieu (Madrid, 1960) és un periodista d'investigació especialitzat en el CNI i escriptor espanyol.

## Biografia
Nascut a Madrid en 1960. És llicenciat en ciències de la informació i professor en el Centre Universitari Villanueva, on imparteix classes de periodisme de recerca. Es va doctorar per la Universitat Complutense de Madrid en 2004 amb una tesi titulada El periodisme de recerca sobre serveis d'intel·ligència.
Per dècades va liderar la secció «Matèria reservada» en el programa radiofònic La rosa dels vents d'Onda Cero, en la qual es tracten temes actuals i històrics d'espionatge i de política, tant nacional com internacional. També ha participat en diversos programes de televisió com a Quart Mil·lenni. Va ser redactor cap en la revista Temps i subdirector de la revista Interviú. Fernando Rueda és considerat com el major especialista d'Espanya quant a l'espionatge. Imparteix l'assignatura de semiòtica de comunicació de masses en el Centre Universitari Villanueva.

## Selecció d'obres
- La Casa (1993, Temas de hoy)[6]
- KA, licencia para matar (1997, con Elena Pradas, Temas de hoy)[7]
- Las alcantarillas del poder: las 100 operaciones de los servicios secretos españoles que marcaron sus últimos 35 años de historia (2011, La Esfera de los Libros)[7]
- Espías y traidores: Los 25 mejores agentes dobles de la historia (2012, La Esfera de los Libros)[7]
- El regreso del lobo (2014, Roca Editorial)[4]
- El dosier del rey (2016, Roca Editorial)[4]
- La casa II (2017, Roca Editorial)[6]
- Yo confieso. 45 años de espía (2019, con Míkel Lejarza, Roca Editorial) ISBN 84-493-0520-9
- Al servicio de Su Majestad. (2021, La esfera de los libros)[1][8]